# If …
If … (Originaltitel: if....) ist ein britisches Filmdrama aus dem Jahr 1968. Regie führte Lindsay Anderson, das Drehbuch schrieben John Howlett und David Sherwin. Die Satire auf die britische Klassengesellschaft anhand revoltierender Schüler an einer Privatschule wurde unter anderem 1969 bei den Filmfestspielen von Cannes mit der Goldenen Palme ausgezeichnet. Regisseur Anderson und Hauptdarsteller Malcolm McDowell drehten später mit O Lucky Man (1973) und Britannia Hospital (1982) noch zwei weitere Filme, in denen McDowell die Hauptrolle des Mick Travis übernahm.

## Handlung
Der als unangepasst geltende Mick Travis besucht eine englische Privatschule. Die jüngeren Schüler des Internats werden von Oberstufenschülern beaufsichtigt, erniedrigt und körperlich gezüchtigt. Der Lehrplan des Internats umfasst auch eine militärische Grundausbildung mit echten Infanteriewaffen. Mick und zwei seiner Freunde versuchen, sich der strengen Internatsordnung zu entziehen, was jedoch immer wieder Bestrafungen nach sich zieht.
Im Verlauf des Films vermischen sich reale Ereignisse mit (Tag-)Traumsequenzen, wobei die beiden Welten nur teilweise durch Schwarzweißbilder voneinander abgegrenzt sind.
In einer surrealen Traumszene gegen Ende des Films finden Mick und seine Vertrauten beim Entrümpeln eines Kellers eine Waffenkammer mit Maschinenpistolen und Granatwerfern aus dem Zweiten Weltkrieg. Mit diesen schießen sie bei der Jubiläumsfeier des Internats wahllos auf ihre Peiniger, Eltern und andere typische Vertreter des konservativen Establishments. Als der Internatsdirektor versucht, das Blutvergießen zu beenden, wird er ebenfalls erschossen. Inzwischen haben sich jedoch auch die Veranstaltungsteilnehmer schwer bewaffnet und starten unter Leitung eines als Ehrengast anwesenden Generals einen massiven Gegenangriff gegen die nun hoffnungslos unterlegenen Rebellen. Die letzte Kameraeinstellung zeigt das Gesicht des mit einer Maschinenpistole vom Dach feuernden Mick Travis.

## Hintergründe
Der Film wurde an verschiedenen Orten in England gedreht, wobei das Cheltenham College (das auch Regisseur Anderson besucht hatte) als Hauptkulisse für die Schule fungierte. Der Großteil der außerhalb des Schulgeländes spielenden Szenen entstand in und um Cheltenham. Einige der Innenszenen entstanden an der Carew Manor School im Londoner Stadtteil Beddington.
Die Weltpremiere von If ... fand am 19. Dezember 1968 in London statt.
Malcolm McDowell verkörperte die Figur des Mick Travis auch in den Filmen O Lucky Man von 1973 und in Britannia Hospital von 1982, Regie jeweils Lindsay Anderson.

## Kritiken
- Vincent Canby schrieb für die New York Times vom 10. März 1969, der Film sei derart gut und stark, dass selbst die Dinge, die „erstklassige Fehler“ seien, interessanter wären als die Filme weniger bedeutender Regisseure. Der Film sei eine sehr menschliche, sehr britische Komödie über soziale Themen. Besonders gut seien die Darstellungen von Malcolm McDowell, Richard Warwick, Peter Jeffrey, Robert Swann und Mary McLeod.[4]

- Jamie Russell schrieb am 26. Februar 2002 für die BBC, der Film gäbe den „revolutionären Geist“ der späten 1960er Jahre wieder. Er habe mit den Jahren etwas von seiner Kraft verloren, aber er gehöre weiterhin zu den besten Filmen dieser Zeit, die „glühend“ die bürgerlichen Wertvorstellungen angegriffen hätten.[5]

- Das Lexikon des internationalen Films schrieb, der Film zeige eine „mit erschreckendem Realismus und zahlreichen symbolischen Einschüben inszenierte Internatsgeschichte“ und sei „eines der Hauptwerke des britischen Kinos der 60er Jahre“. Er sei ein „formal hervorragender Film mit überzeugenden Schauspielerleistungen“. Der Film warne „vor einer zwangsläufig eintretenden Revolution der Jugend, wenn die Voraussetzungen für pressionsfreie Lebensformen nicht geschaffen werden“.[6]

- Der Evangelische Film-Beobachter urteilt: Seinen in Cannes preisgekrönten Film, in dem er mit teilweise absurden Gegenmitteln die absurd anmutenden, aber wahren Zustände an bestimmten britischen Schulen sehr subtil beschreibt, versteht Regisseur Anderson als Manifest der Auflehnung des unterdrückten Individuums gegen gesellschaftliche Zwänge. Inhaltlich aktueller und ernst zu nehmender, auch formal und atmosphärisch geglückter Beitrag zu dem genannten Thema. Ein Film, der wichtige Denkansätze liefert.[7]

## Auszeichnungen
- 1969 gewann Lindsay Anderson mit If… bei den Filmfestspielen von Cannes den Grand Prix.
- Lindsay Anderson und Drehbuchautor David Sherwin wurden 1969 für den Britischen Filmpreis nominiert.
- Der Film war 1970 als Bester ausländischer Film in englischer Sprache für den Golden Globe nominiert.
- Das British Film Institute wählte If... im Jahre 1999 auf Platz 12 der besten britischen Filme aller Zeiten.
- Auf der Liste der 100 besten britischen Filme, die das Magazin Empire 2016 veröffentlichte, rangiert er auf Platz 36.[8]